# Savigny-sous-Faye

Savigny-sous-Faye este o comună în departamentul Vienne, Franța. În 2009 avea o populație de 333 de locuitori.